# ハマドリュアス

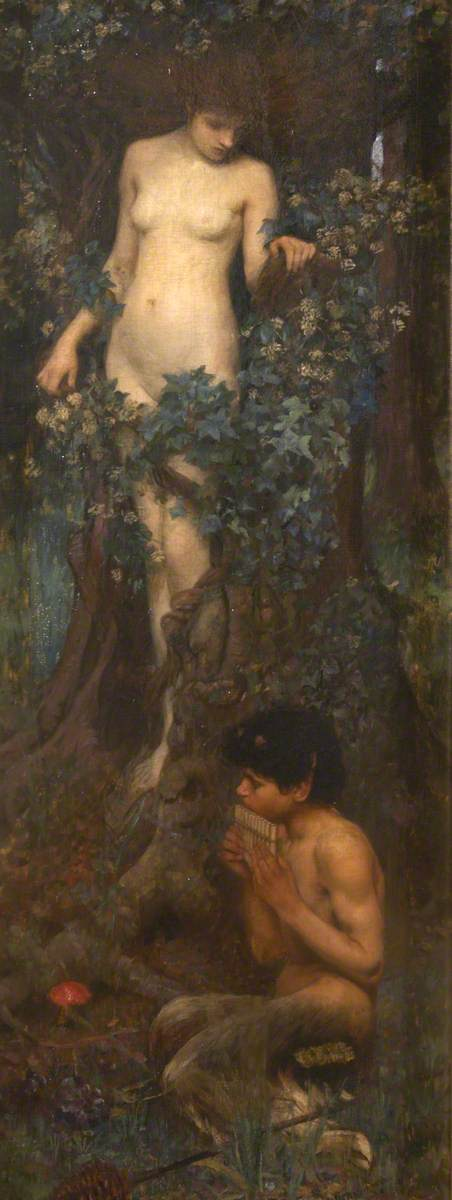
ジョン・ウィリアム・ウォーターハウス画『ハマドリュアス』（1895年） プリマス市立博物館＆美術館（en）所蔵

ハマドリュアス（古希: Ἁμαδρυάς, Hamadryas）は、ギリシア神話に登場する木の精霊であるニュムペーである。複数形はハマドリュアデス（古希: Ἁμαδρυάδες, Hamadryades）。
ドリュアスたち（ドリュアデス）の別名であり特に区別されないが、中にはオレイオスの息子オクシュロスとその姉妹であるハマドリュアスの娘たちであるとする説もある。ただしこのハマドリュアスを固有名詞とみるか、木の精の一人とみるかで話は変わってくる。
アテーナイオスによればオクシュロスのハマドリュアスの娘のハマドリュアスの中には、クルミの木の精であるカリュアーなどがいる。